# Haugebreen
Der Haugebreen ist ein 14 km langer Gletscher in der Heimefrontfjella des ostantarktischen Königin-Maud-Lands. Er fließt zwischen den Kottasbergen und der XU-Fjella.
Wissenschaftler des Norwegischen Polarinstituts benannten ihn 1969. Namensgeber ist der norwegische Rechtsanwalt Jens Christian Hauge (1915–2006), Widerstandskämpfer gegen die deutsche Besatzung Norwegens im Zweiten Weltkrieg, der 1945 im Alter von 30 Jahren der bis dahin jüngste Verteidigungsminister Norwegens wurde.